# Roberto Lovera
Roberto José Lovera Vidal, född 14 november 1922 i Montevideo, död 22 juni 2016, var en uruguayansk basketspelare.
Lovera blev olympisk bronsmedaljör i basket vid sommarspelen 1952 i Helsingfors.